# قاعة يونغسانجون
قاعة يونغسانجون في معبد أونهايسا (بالكورية: 영천 은해사 거조암 영산전). هو الكنز الوطني لكوريا الجنوبية رقم 14.

## التاريخ والوصف
يونغسانجون هي القاعة الرئيسية لصومعة غوجوم والتي بنيت في 1375 (السنة الأولى من حكم الملك وو ملك غوريو) في ساحة معبد أونهايسا. تضم القاعة معبداً لبودا و526 أرهات حجري. المسافة بين أعمدة القاعة من الأمام هي 7 كان (الكان هي وحدة قياس بين عمودين) و3 كان في الجوانب. للقاعة سقف على شكل جلمون ومدعوم بنظام أعمدة مقوسة بسيط. تُعتبر القاعة تراثاً هاماً لأنها تعود للأيام الأولى لإستخدام أسلوب الأعمدة المقوسة.